# Condition des femmes en Inde
La condition des femmes en Inde a énormément fluctué au gré de l'histoire multimillénaire de ce pays,, et de façon diversifiée selon leur groupe religieux d'appartenance. D'une relative égalité avec les hommes aux temps anciens à l'émergence, réforme après réforme, des droits des femmes, l’histoire des femmes indiennes a connu de multiples bouleversements. Dans l’Inde d'aujourd'hui, les femmes occupent des postes importants, et même ceux de présidente du pays, de Première ministre, de présidente du Parlement de l'Inde et chef de l'opposition. En 2011, la présidente de l’Inde, la présidente du Parlement ou encore la chef de l'opposition au Lok Sabha (la chambre basse du Parlement) sont toutes des femmes.
Pour autant, la condition des femmes indiennes reste considérée comme une des plus difficiles du monde. Depuis les milliers de « dowry deaths » (femmes tuées parce que leur dot est insuffisante pour un mariage) jusqu'aux infanticides de filles en passant par le mariage des fillettes, la condition des femmes en Inde reste profondément marquée par une discrimination de genre ancrée dans des traditions moyenâgeuses. Une loi votée en 2006 contre la violence faite sur les femmes (en particulier visant les dowry deaths) est entrée en vigueur en octobre 2007 seulement. Le rapport de 2007 du forum économique mondial indiquant l’écart entre les sexes place l’Inde à la 114e place sur 128 pays étudiés (la Suède étant en première position et le Yémen en dernière position),. Selon une enquête de Thomson Reuters, l’Inde serait actuellement le « pays le plus dangereux » au monde pour les femmes,,,.

## Histoire

### L'Inde ancienne

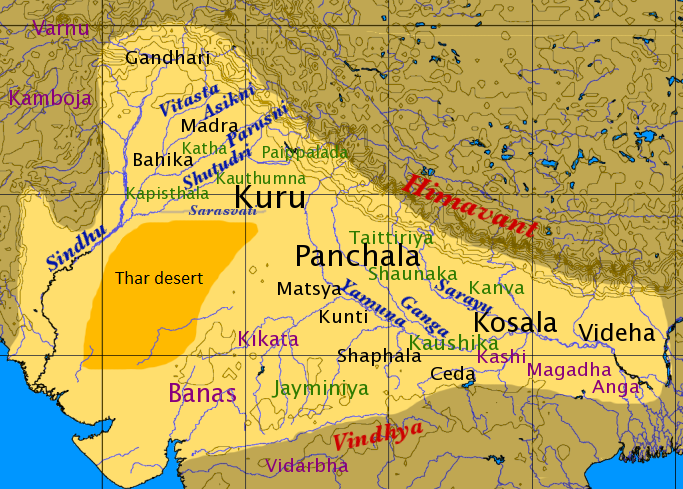
Carte de l'Inde védique de l'âge du fer, d'après Witzel (1989). Les tribus sont écrites en noir, les tribus étrangères mentionnées dans les textes védiques anciens en violet et les shakhas védiques en vert. Les rivières sont en bleu. le désert du Thar est en orange.

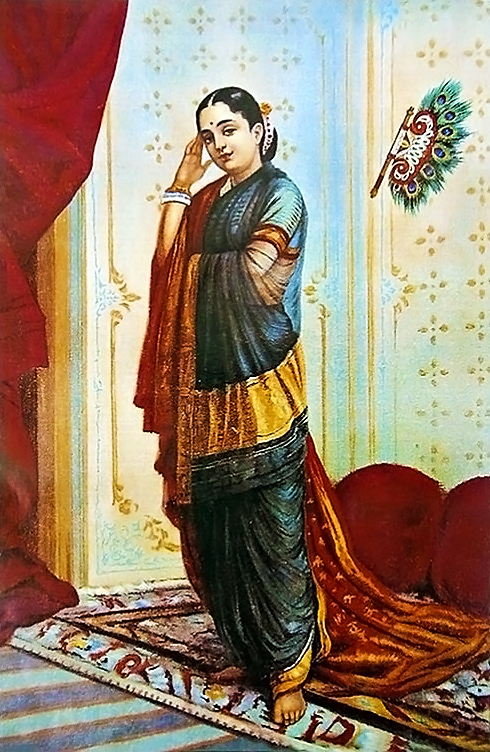
Illustration de Vasantasenā, une Nagarvadhu, riche courtisane.

Le statut de la femme dans l’Inde ancienne est toujours débattu : si certains universitaires estiment que les femmes bénéficiaient de la parité avec les hommes dans tous les aspects de la vie civile, d’autres sont plus réservés. Les écrits des anciens grammairiens indiens, tels Patanjali et Kātyāyana, nous indiquent en tous cas que les femmes avaient accès à l’instruction au cours de la période védique,. Les versets du Rig Veda montrent que les femmes se mariaient à l’âge adulte et qu'elles pouvaient probablement choisir leur mari. Enfin, les écrits sacrés : le Rig Veda et les Upanishads citent plusieurs femmes réputées pour leur sagesse ou leurs prophéties, entre autres Gargi et Maitreyi.
Très peu de sources traitent spécifiquement de la place des femmes dans la société ancienne ; le Stri Dharma Paddhati de Tryambakayajvan, un notable de Tanjavûr qui écrivait vers 1730, constitue une exception notable. Ce texte rassemble les contraintes sociales imposées aux femmes depuis la soutra Apastamba (vers le IVe siècle av. J.-C.). Le premier vers est : « mukhyo dharmaH smṛtiShu vihito bhartṛshushruShANam hi ».
Dans certaines villes de l’Inde ancienne, la tradition locale invitait les épouses à concourir pour être couronnées nagarvadhu (« femme de la cité »). Amrapali est la plus célèbre nagarvadhu.
Mais avec l’entrée en vigueur de la Loi de Manu, vers 500 av. J.-C., le statut social des femmes commença à régresser. L’invasion musulmane de Bâbur et de l'Empire moghol, et enfin l’arrivée des Chrétiens achevèrent de cantonner les femmes à un rôle subalterne, malgré les tentatives de certains mouvements réformateurs hindouistes comme le Jaïnisme de rendre aux femmes une place dans la Religion. La pratique du mariage forcé remonterait ainsi au VIe siècle.

### Période médiévale

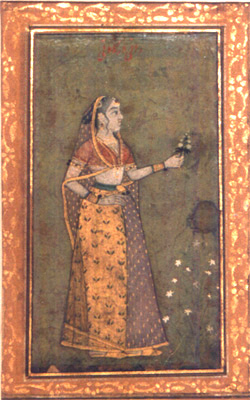
La reine gond Dourgavati régna quinze années avant de trouver la mort au combat en 1564 en s'opposant au général du Moghol Akbar, Asaf Khan.

La condition de la femme indienne continua de se détériorer au cours de la période médiévale, avec la banalisation dans certaines communautés des coutumes du suicide rituel, du mariage forcé et l'interdiction pour les veuves de se remarier. Les conquêtes musulmanes des Indes s'accompagnèrent de la pratique du purdah. Chez les Rajputs du Rajasthan, on pratiquait le Jauhar. Dans certaines provinces de l'Inde, les prêtresses Devadasis furent rabaissées au rang de prostituées. La polygamie se répandit chez les princes Hindous de la caste des Kshatriya. Dans les familles musulmanes, les femmes étaient confinées à une forme de gynécée, la Zenana.

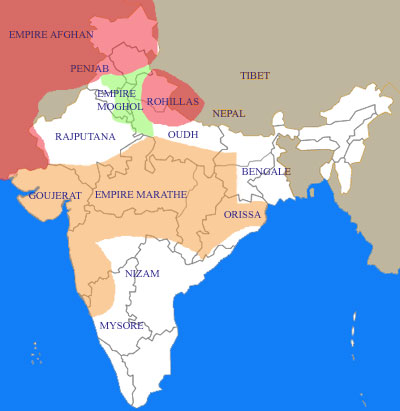
L'Inde vers 1760.

Malgré ces conditions, certaines femmes ont laissé un nom en politique, en littérature, dans l'éducation et la religion. Razia Sultana est la seule reine à avoir jamais gouverné à Delhi. La reine gond Dourgavati régna quinze années avant de trouver la mort au combat en 1564 en s'opposant au général du Moghol Akbar, Asaf Khan. Chand Bibi défendit le sultanat d'Ahmadnagar contre la gigantesque armée du Moghol Akbar dans les années 1590. Nûr Jahân, épouse de Jahângîr exerçait la réalité du pouvoir impérial et était considérée comme l'éminence grise du Moghol. Les princesses mogholes Jahanara et Zebunnissa étaient des poétesses reconnues et influentes à la cour. La mère de l'empereur Shivaji, Jijabai, fut proclamée régente en reconnaissance de ses qualités de stratège et de dirigeante. Dans l’Inde méridionale, plusieurs femmes dirigeaient des villages, des villes ou des provinces, et présidaient les institutions sociales et religieuses.
Les mouvements Bhakti tentèrent de rendre à la femme sa position traditionnelle et mirent en cause certaines formes de sujétion. La prophétesse Mirabaï s'imposa comme l'une des plus éminentes figures du mouvement Bhakti. Parmi les autres prophétesses de cette période, citons Akka Mahadevi, Rami Janabaï et Lal Ded. Les sectes Bhakti : la Mahanubhav, le Varkari etc., qui prirent naissance au sein du culte Hindou, furent les premières manifestations des aspirations à la justice sociale et à l'égalité entre hommes et femmes.
Peu de temps après l’extinction du mouvement Bhakti, le gourou sikh Nanak, reprit le flambeau de la cause des femmes : il était favorable à ce que les femmes puissent diriger les cérémonies religieuses ; chanter et faire chanter certains hymnes aux fidèles comme le Kirtan ou le Bhajan ; à ce qu'elles prennent part aux associations religieuses ; à ce qu'elles commandent une armée en temps de guerre ; à ce qu'elles bénéficient des mêmes sacrements de baptême (Amrit) et de mariage. D'autres Gurus du sikhisme ont milité contre la discrimination envers les femmes.

### Coutumes historiques infamantes

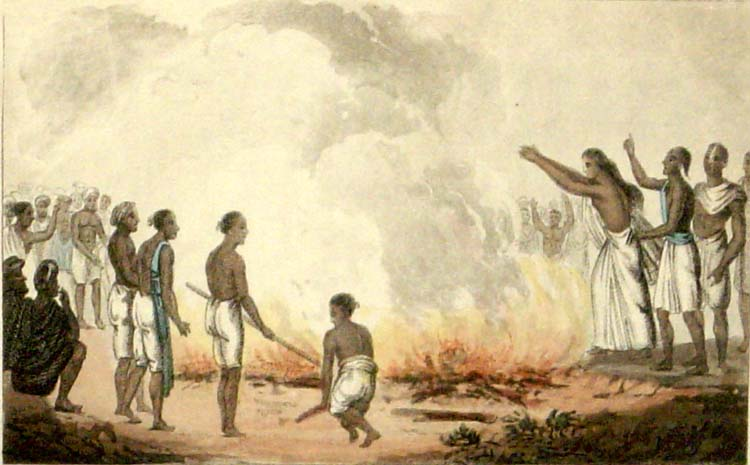
Représentation de la Sati, au moment où la veuve va se jeter dans le bûcher.

Certaines traditions communautaires : la sati, le jauhar, et les prêtresses devadasi ont été proscrites sous l'Empire britannique et ont aujourd'hui pratiquement disparu en Inde, malgré des manifestations sporadiques dans les régions les plus rurales. Le purdah, en particulier, reste de mise dans certaines communautés, et les pédo-mariages, quoiqu'illégaux, ne sont pas rares.

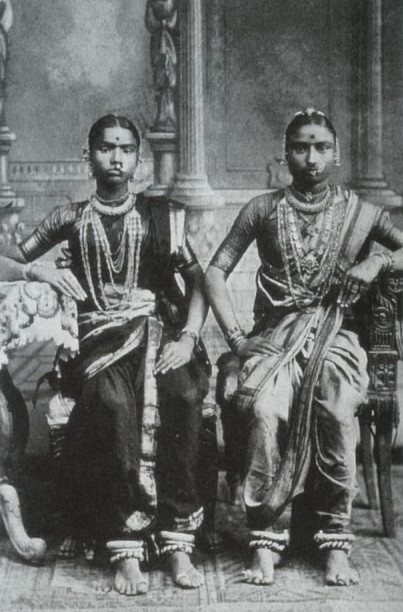
Deux devadasis des années 1920 en Tamilnadu, Inde du sud.

#### Suicide rituel des veuves
La satī est une coutume ancienne de certaines communautés pratiquement tombée en désuétude, qui consiste à ce que la veuve s’immole par le feu en se jetant sur le bûcher funéraire de son mari. Quoique cet acte soit en principe considéré comme un choix personnel de la femme, on pense que certaines veuves ont été contraintes de s'y soumettre. Les Britanniques l'abolirent en 1829. Depuis l'indépendance de l'Inde, on a dénombré environ quarante cas de satī. En 1987, l'affaire Roop Kanwar, dans le Rajasthan, a débouché sur la création d'une Commission de surveillance de la Satī. Pratique similaire, le jauhar est l’immolation volontaire des femmes et filles du guerrier vaincu, pour échapper à l'esclavage ou au deshonneur. Elle était notamment le fait des femmes kshatriya du Rajasthan.

#### Restrictions vestimentaires – la purdah
La purdah exige des femmes qu'elle couvrent leur peau de tissus pour ne pas laisser apparaître leurs formes. Elle leur impose également des restrictions de mouvement, leur interdit d'adresser librement la parole aux hommes et manifeste la subordination de la femme. Contrairement à une croyance répandue, cette coutume ne s'appuie ni sur l'enseignement de l'hindouisme, ni sur celui de l'Islam : ce sont bien plutôt l’ignorance et les préjugés sexistes des chefs religieux de ces deux confessions qui ont contribué à l'imposer[réf. nécessaire].

#### Les devadasi
Les devadasi sont des oblates mariées à une divinité ou un temple. Ce rite était déjà codifié au Xe siècle. Au fil des siècles, les devadasi furent contraintes à la prostitution, en particulier dans le nord de l'Inde[réf. nécessaire].

### Période coloniale britannique

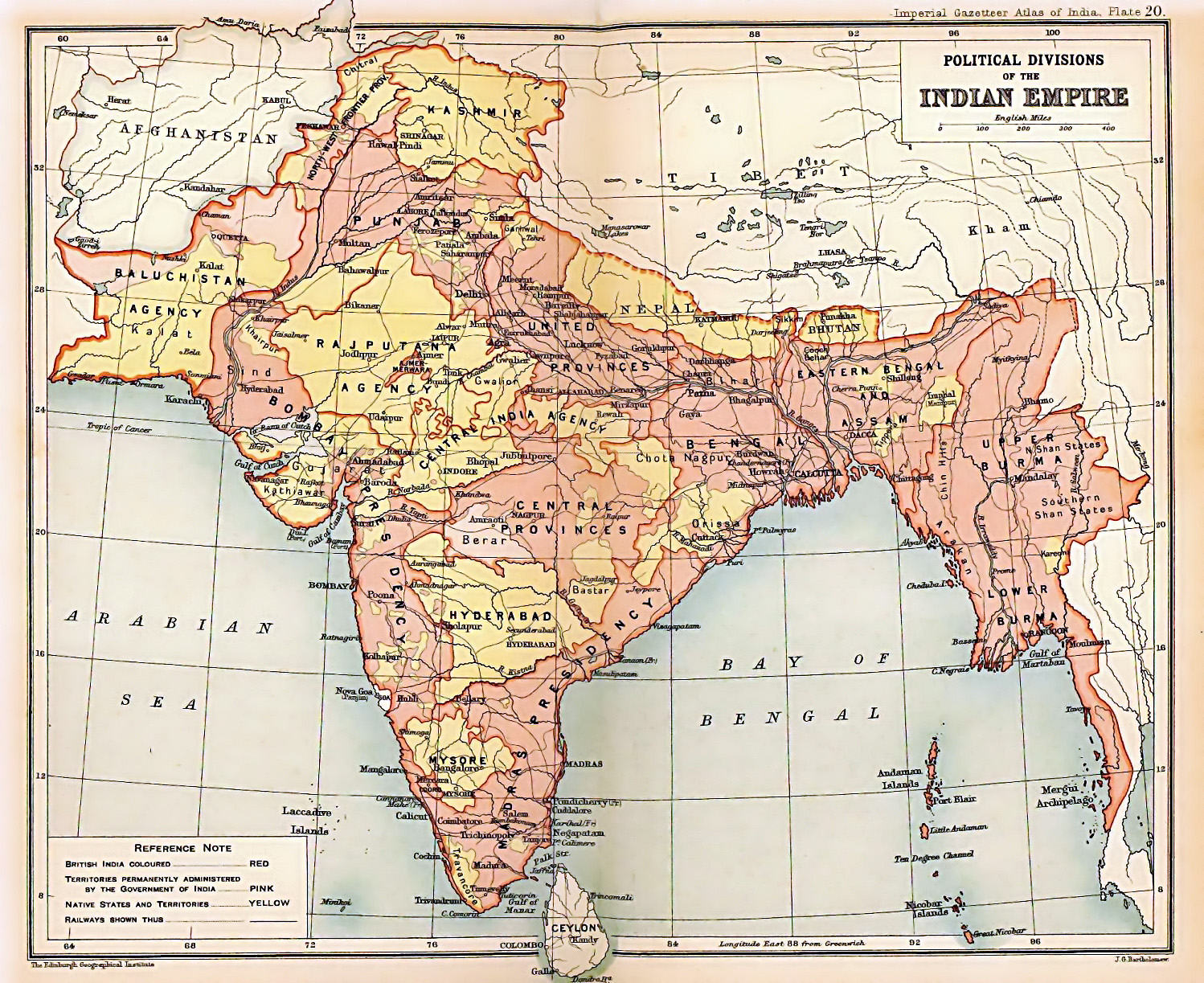
Le Raj britannique vers 1860.

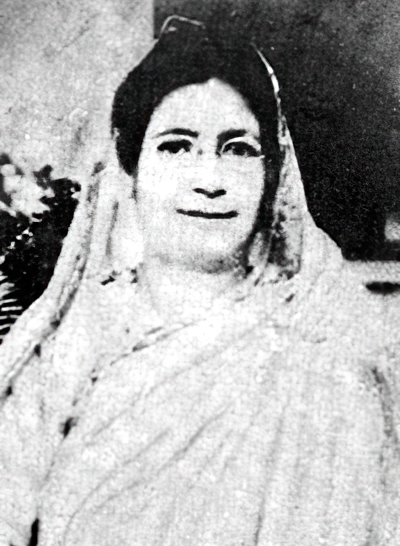
La bégum Rokeya, une des pionnières du féminisme en Inde au début du XX.

Au XIXe siècle, des géographes européens se plaisaient à reconnaître que les femmes hindoues sont « ...naturellement chastes et plus vertueuses que les autres. » Mais cette perception ne traduisait que le regard extérieur de l'Occident et de sa culture car, au sein de la société indienne, le combat de certaines femmes donnait des signes d'un besoin de changement.
Sous le Raj britannique, plusieurs réformateurs tels Ram Mohan Roy, Ishwar Chandra Vidyasagar, Jyotirao Phule etc. militèrent pour la promotion du statut des femmes. Le militantisme d’Ishwar Chandra Vidyasagar est notamment à l'origine du Widow Remarriage Act (loi sur le remariage des veuves) de 1856. Peary Charan Sarkar, ancien étudiant de l'Hindu College de Calcutta et membre du mouvement "Jeune Bengale" organisa en 1847 à Barasat, un faubourg de Calcutta, la première école de jeunes filles (rebaptisée par la suite Kalikrishna Girls’ High School).
Kittur Chennamma, reine de l'État souverain de Kittur dans le Karnataka, se souleva contre l'occupant lorsque les Britanniques proclamèrent leur politique d'annexion des royaumes indiens en déshérence (doctrine of lapse). Abbakka Rani, souveraine du Karnataka littoral au XVIe siècle, organisa la défense du pays contre l'invasion des multiples vagues d'Européens, à commencer par les Portugais. Rani Lakshmi Bai, reine du Jhansi, déchaîna la Révolte des cipayes. Elle est aujourd'hui célébrée comme une héroïne nationale. La Begum Hazrat Mahal, corégente d’Awadh, était une autre souveraine qui a mené la Révolte des cipayes. Elle refusa de traiter avec les Britanniques et s'exila par la suite au Népal. Les Bégums de Bhopal faisaient encore partie du petit nombre des reines au pouvoir en cette période. Elle ne pratiquaient pas le purdah et s'entraînaient au combat.
Chandramukhi Basu, Kadambini Ganguly et Anandi Gopal Joshi furent les premières femmes indiennes à obtenir des diplômes universitaires. En 1883, Kadambini Ganguly et Chandramukhi Basu, diplômées du Bethune College, sont aussi les premières femmes diplômées universitaires de l'Empire britannique. Cornelia Sorabji est la première avocate en Inde.
Kamaladevi Chattopadhyay convainc Gandhi de permettre aux femmes de rejoindre la marche du sel (1930), organisée contre le colonialisme britannique.

### Après l'indépendance
Les femmes en Inde peuvent désormais participer à toutes les activités : éducation, sport, politique, media, art et culture, prestations de service, recherche scientifique et conception industrielle, etc. Indira Gandhi, qui fut Premier ministre de l’Inde sans discontinuer pendant quinze années est la femme Premier ministre ayant exercé le plus longtemps à un tel poste.

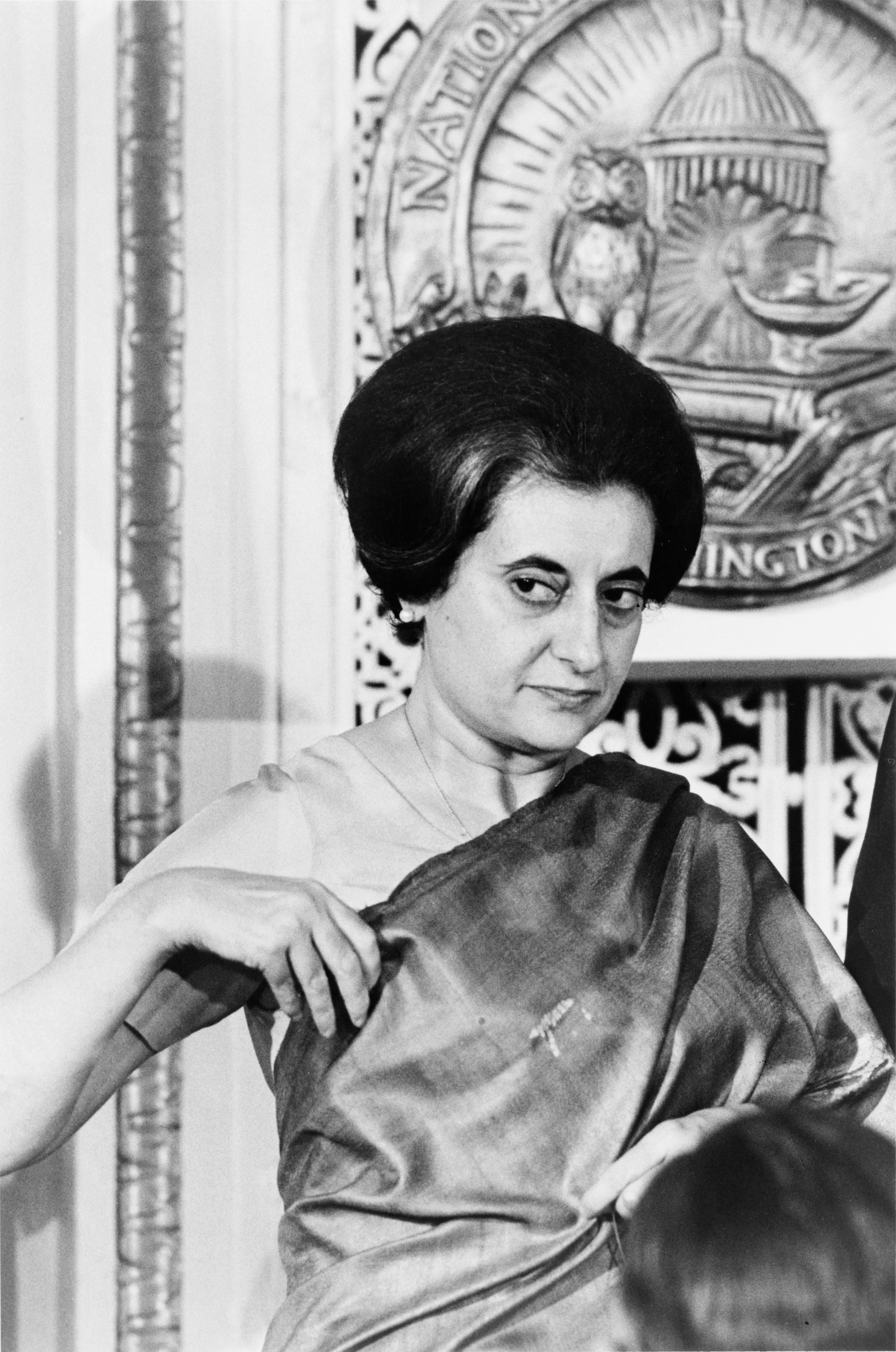
Indira Gandhi est veuve en 1960 et première ministre de l'Inde en 1966.

La Constitution de l'Inde garantit l’égalité aux femmes (article 14), l'absence de discrimination par l’État (Article 15-1), l’égalité des chances (Article 16), l’égalité de salaire à travail égal (article 39-d). En outre, l’État adopte des dispositions particulière à l'égard des femmes et des enfants pour garantir des conditions de travail justes et adaptées (article 15-3), pour l'aide aux femmes enceintes (article 42), et renonce aux pratiques portant atteinte à la dignité des femmes (Article 51-A à e).
Le féminisme en Inde a trouvé son essor à la fin des années 1970, à la faveur de l’un des plus graves scandales du pays, qui a provoqué l'indignation unanime des organisations de femmes: le viol collectif de la jeune Mathura dans un commissariat, et l’acquittement des policiers accusés a déchaîné un mouvement de protestation en 1979-80. Les manifestations ont été largement couvertes par les médias nationaux, forçant le gouvernement à amender l’Evidence Act, le Code de Procédure Criminelle et le Code Pénal Indien pour y faire reconnaître le viol par agents de la loi. Les féministes indiennes se mobilisent surtout pour mettre un terme aux infanticides sélectifs (cf. infra), à l'analphabétisme, aux inégalités de traitement et d'accès à la santé.
En 1971 est créé un Comité sur le statut des femmes en Inde, en vue de recueillir des données pour l'Année internationale des femmes, initiative de l'Organisation des Nations unies. À sa publication en 1974, le rapport issu du comité suscite un choc, révélant que la condition des femmes n'a guère évolué depuis l'indépendance. Il est à l'origine de la deuxième vague du Mouvement indien des femmes et inspirera les mesures prises par le Premier ministre Rajiv Gandhi dans les années 1980. Si sa mère Indira Gandhi n'était pas féministe et n'a pas eu de politique dédiée aux Indiennes, Rajiv Gandhi a en revanche compris l'intérêt de capter le vote féminin, tout comme il considérait que ce sujet s'acclimatait à ses projets de réforme de l'État et de la société. Il mène donc une politique de « féminisme d'État » (création de commissions dédiées, quotas politiques).
Comme en Inde l’alcoolisme est fréquemment associé aux violences envers les femmes, plusieurs associations de femmes ont lancé des campagnes anti-alcool à travers l’Andhra Pradesh, Himachal Pradesh, Haryana, Orissa, Madhya Pradesh et d'autres États. Plusieurs musulmanes ont mis en cause l'interprétation des chefs religieux fondamentalistes de la charia et ont critiqué le système du triple talâq.
Dans les années 1990, des donations d'agences étrangères ont permis la création d’ONG vouées à la promotion des droits des femmes. Les associations d'entraide et les ONG telles Self Employed Women's Association (SEWA) jouent à cet égard un rôle considérable dans l'Inde moderne.

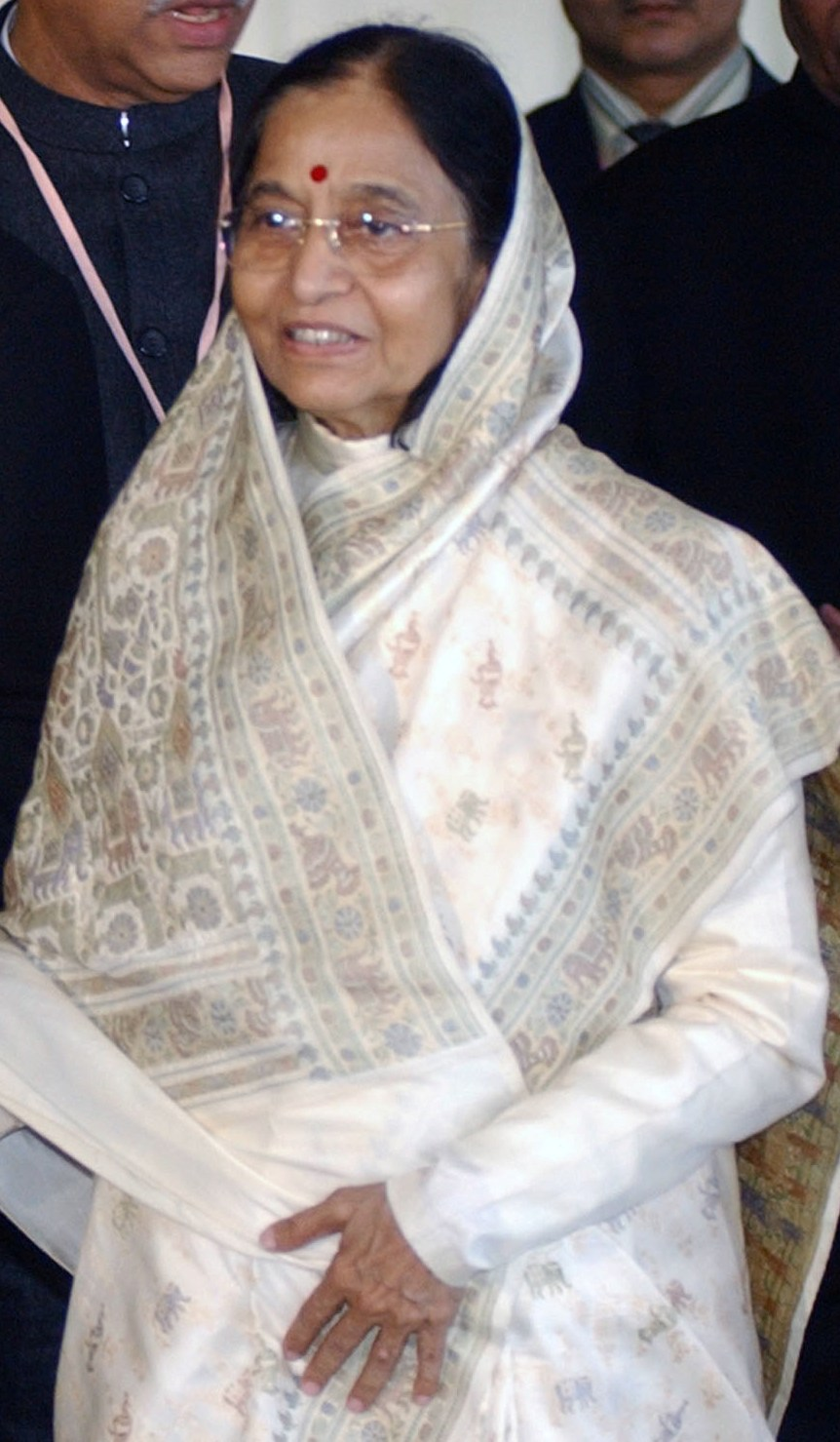
Pratibha Devisingh Patil est la 12e présidente de la République indienne et la première femme à accéder à cette fonction.

Le gouvernement indien a proclamé l'année 2001 « Année de la Femme » (Swashakti). Une politique nationale de promotion des femmes a été décidée en 2001.
Si l'Inde compte de plus en plus de femmes occupant des fonctions politiques importantes, celles-ci restent toutefois très minoritaires. Dans les années 2000, les femmes comptent pour seulement 6 % des ministres au niveau national (Rajkumari Amrit Kaur était la première, en 1947), leur part étant plus élevée parmi les secrétaires d'État (11 %) ; les portefeuilles qui leur sont confiés sont souvent considérés comme « typiquement féminins » (Santé, Affaires sociales, Jeunesse, etc.). Depuis la fin des années 1980, les femmes ministres en chef (dirigeant les États fédérés) ne sont plus des exceptions (la première était Sucheta Kripalani, en 1963), même si elles restent aussi minoritaires (cinq en 2003). Le nombre de gouverneures, lui, reste très faible (seulement quinze entre l'indépendance et les années 2000, la première étant Sarojini Naidu en 1947). Jusqu'aux années 1980, les femmes qui accédaient à de hautes fonctions étaient d'anciennes militantes pour l'indépendance, Gandhi ayant encouragé la participation des femmes à la lutte. Il s'agit des « héroïnes », selon la classification établie par la chercheuse Stéphanie Tawa Lama-Rewal, qui les distingue des « princesses », des « héritières », des « pasionarias », des « religieuses » ou des « stars », même si plusieurs de ces qualificatifs peuvent s'entremêler. Les années 1980 donnent lieu à un renouvellement du personnel politique (nouveaux partis, plus grande place accordée aux diverses communautés), dont bénéficie un certain nombre de femmes politiques dans les décennies suivantes (comme Mayawati Kumari et Mamata Banerjee) même si les « héritières » ne disparaissent pas (comme Rabri Devi et Jayalalithaa). Il convient aussi de noter que jusqu'à la fin des années 1990, les femmes politiques semblent éviter d'exposer des opinions féministes, dans un univers indien particulier où leur reproche moins leur genre que d'autres attributs (autoritarisme, éducation, origine).
En 1992, la politique de décentralisation impose qu'un tiers des sièges des assemblées locales soit réservé aux femmes puis, en 1996, un projet de loi est déposé, pour calquer la même mesure au Parlement national et aux assemblées législatives des États fédérés. Il suscite de fortes critiques venant d'hommes politiques et un certain soutien des Indiennes. Cela rompt avec l'unanimisme généralement courant des débats concernant les droits des femmes (même s'il peut être de façade). Pour la première fois, certaines femmes politiques s'emparent du sujet afin d'apparaître comme des « championnes des femmes ». Au milieu des années 2000, le texte n'a pourtant toujours pas été inscrit à l'agenda parlementaire.
En 2006, l'affaire du viol par son beau-père d'une jeune musulmane, Imrana, a connu des échos importants dans les médias indiens. La conclusion de plusieurs dignitaires musulmans, selon laquelle Imrana n'avait plus qu'à épouser son beau-père, a déchaîné les protestations à travers le pays ; le beau-père d'Imrana a fini par être condamné à dix ans d'emprisonnement, un verdict salué non seulement par diverses associations de femmes, mais aussi par le consistoire musulman pan-indien
Le 9 mars 2010, au lendemain de la Journée internationale de la femme, Rajyasabha a fait voter le projet de loi sur la réservation pour les femmes (Women's Reservation Bill), qui réserve 33 % des sièges aux femmes au Parlement Indien et dans les assemblées législatives régionales.
En 1959, Anna Chandy devint la première femme Juge à la cour suprême du Kérala, en 1966, Indira Gandhi devint la première femme à accéder au poste de Premier Ministre. En 1989, M. Fathima Beevi est devenue la première femme Juge à la cour suprême de l'Inde. En 2002, Lakshmi Sahgal fut la première femme à se présenter aux élections présidentielles indiennes. En 2007, Pratibha Patil est la première femme présidente de l'Inde, une fonction honorifique, le Premier ministre détenant la réalité du pouvoir.
Le 16 décembre 2012, le viol par six hommes d'une étudiante en kinésithérapie de 23 ans, Jyoti Singh, dans un autobus de New Delhi, également battue à coup de barres de fer par ses agresseurs et son décès consécutif, a provoqué une réaction de grande ampleur dans le pays, relançant le débat sur la condition des femmes en Inde et sur l'application de la peine de mort,. En 2012, sur 635 cas de viol rapportés à New Delhi et 754 suspects en tout, un seul a été condamné à ce jour.

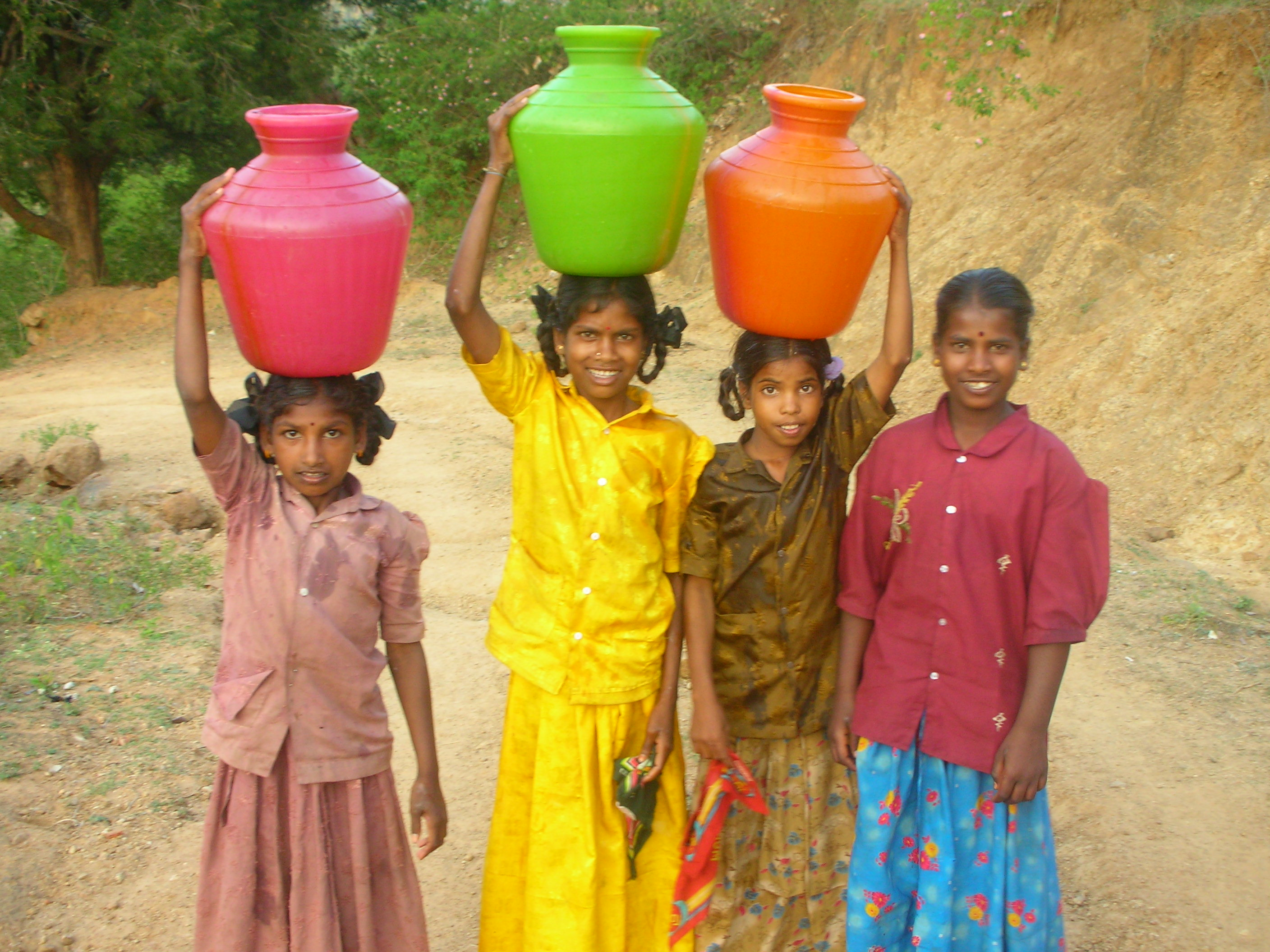
Jeunes porteuses d'eau, en 2006.
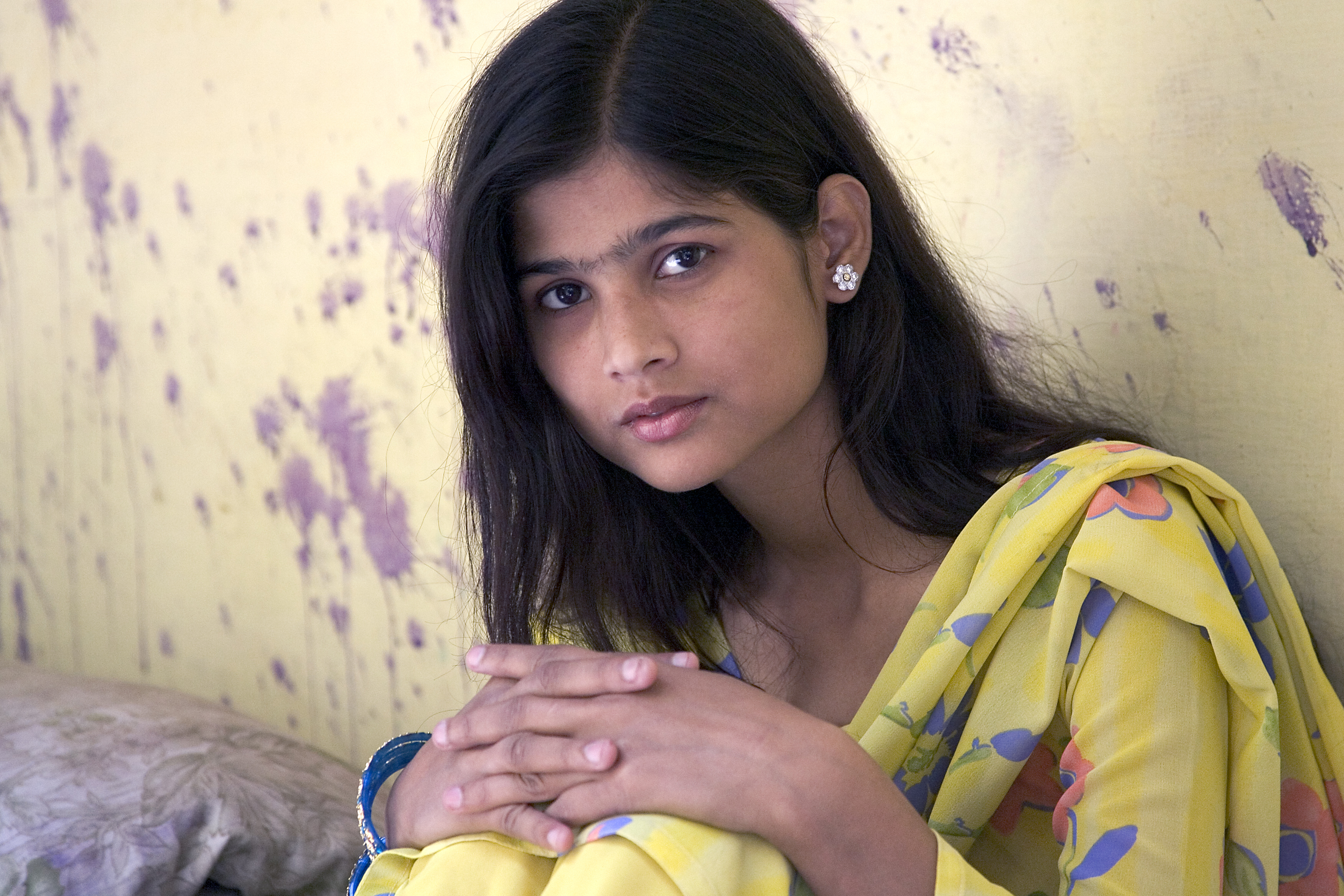
Jeune indienne en salwar à Delhi.

## Société, éducation et développement économique
Selon les enquêtes fédérales de 1992-93, seuls 9,2 % des foyers indiens sont gérés par une femme, mais environ 35 % des foyers sous le seuil de pauvreté sont gérés par des femmes.

### Sexisme
Le sexisme en Inde fait référence à des croyances ou attitudes en Inde selon lesquelles un sexe est inférieur à l'autre, moins compétent ou ayant moins de valeur que l'autre. Les violences et discriminations contre les femmes sont très répandues, et le harcèlement sexuel sur le lieu de travail et le manque d'éducation continuent à être identifiés comme des problèmes majeurs.
Des groupes de défense des hommes se sont plaints que le gouvernement discrimine les hommes de par des lois trop agressives conçues pour protéger les femmes, et par d'autres méthodes socio-économiques qui favorisent les femmes, telles que la réduction des impôts et des prestations plus élevées. Ces prestations se sont fait valoir comme étant nécessaires pour corriger le déséquilibre de richesse historique et continu entre les sexes. La Constitution de l'Inde contient une clause garantissant le droit à l'égalité et à l'absence de discrimination sexuelle.

### Éducation

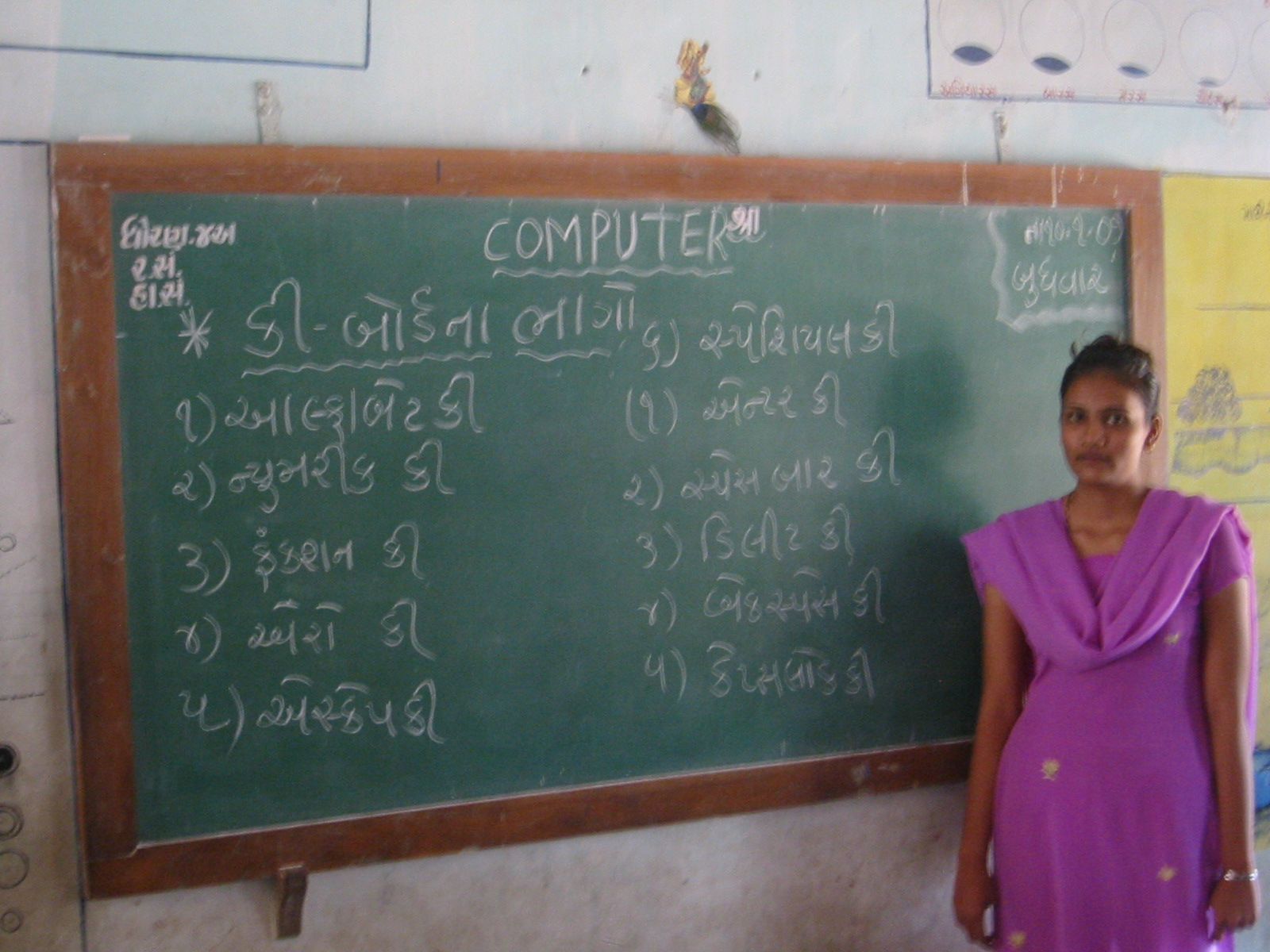
Classe d'informatique en 2007, au Gujarat.

Bien que le taux d'alphabétisation des femmes en Inde soit régulièrement en hausse, il demeure inférieur à celui des hommes. Les filles fréquentent moins l'école élémentaire que les garçons, et la plupart d'entre elles interrompent leur scolarité avant terme. Selon l'enquête par échantillonnage de 1997 sur la scolarisation, seules les femmes du Kerala et de Mizoram parviennent à un taux d'alphabétisation voisin de 100 % : selon une majorité de chercheurs, la parité sociale et économique des femmes du Kerala s'explique principalement par cet avantage en matière d'éducation.
Certains programmes d'enseignement informels (NFE) sont exclusivement réservés aux femmes : c'est le cas de 40 % de ces établissements dans les États, et de 10 % de ceux ouverts dans les Territoires de l’Union indienne. En 2000, 300 000 de ces centres éducatifs accueillaient quelque 7 420 000 enfants, 120 000 centres étant exclusivement réservés aux jeunes filles. En contexte urbain, le taux d'éducation est sensiblement égal entre les deux sexes.
Selon un rapport du département américain du Commerce de 1998, les principaux obstacles à l’éducation des filles en Inde sont l’inadaptation des locaux (notamment les sanitaires), la pénurie d’enseignantes, et les préjugés en matière d’orientation scolaire (la majorité des filles sont considérées comme incapables d'apprendre). D'autres pointent les violences faites aux femmes en dehors de chez elles, incitant leur famille à les garder au foyer, et limitant ainsi leur accès à une éducation correcte.

### Travail

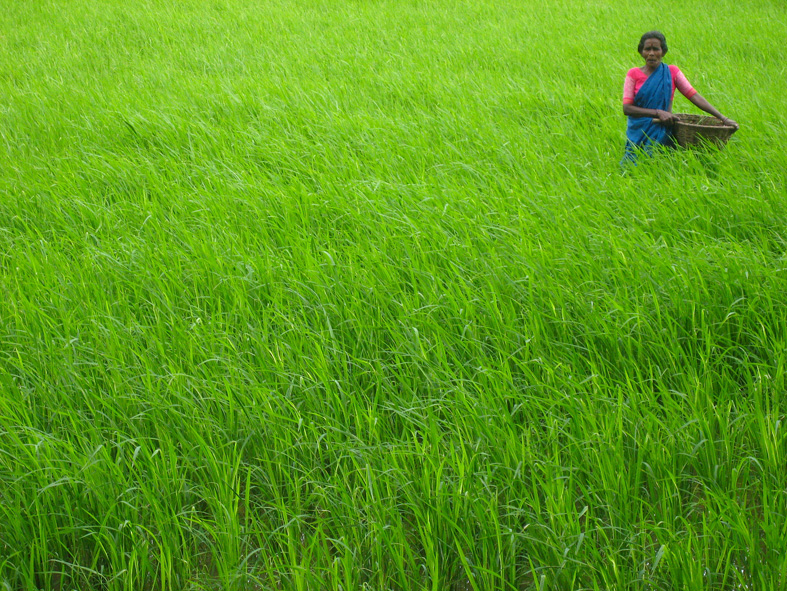
Au travail, sur une ferme au sud de Pondichéry.

Dans les zones rurales, les femmes fournissent de 55 % à 66 % du travail produit dans les fermes.
Dans les zones urbaines, par exemple dans le domaine de l'informatique, elles représentent 30 % du personnel. Leurs salaires y sont égaux à ceux des hommes[réf. nécessaire].
Il existe dans ce domaine également quelques histoires à succès, comme celle de la coopérative Shri Mahila Griha Udyog Lijjat Papad ou celle de Kiran Mazumdar-Shaw, la femme la plus riche d'Inde. Lalita Gupte et Kalpana Morparia se sont trouvées sur la liste de Forbes des femmes d'affaires les plus puissantes de l'Inde, elles dirigent la deuxième banque du pays, ICICI Bank.
Depuis 2002, l'Inde autorise le commerce de la maternité de substitution, une partie importante du tourisme médical dans ce pays. En 2013, environ 25 000 enfants naissent de mères porteuses en Inde.

### Culture
À travers tout le continent indien, les femmes sont vêtues du sari (une forme de toge) et de tuniques appelées chemises salwar. Le maquillage se distingue par une marque frontale circulaire, le bindi. Contrairement à une croyance répandue, cette marque n'est pas propre aux femmes mariées : celles-ci se distinguent plutôt à la coloration rouge de la base de leurs cheveux le long de la raie de leur coiffure ; coloration obtenue à partir d'une teinture appelée sindoor et dont le principal constituant est le vermillon.
Les femmes indiennes pratiquent volontiers l'art du rangoli (ou kolam), qui consiste à décorer le sol par des motifs peints réguliers.[réf. souhaitée]
Une femme en Inde existe d’abord par son statut social : sœur, mère ou épouse. Cette première constatation implique une construction de la personnalité chez une petite fille indienne bien différente de celle que l’on peut observer en France par exemple. Sans considération individuelle, la jeune fille va être guidée tout au long de sa vie. Ce fait inconscient est d’autant plus marqué par l’obligation certaine du mariage. Le mariage est un des points primordial de la conception de l’existence que peut avoir une Indienne et ce, depuis toute petite. En effet, depuis l’enfance l’entourage prépare la jeune fille à cet évènement : il y a une vie avant et après le mariage. Avant signifie grandir, pousser au maximum sa personnalité ou bien… se résigner. Se résigner car devenir une épouse, c’est souvent être l’objet d’un mariage arrangé, la plupart du temps synonyme de soumission, d’arrêt des études et du travail pour se consacrer uniquement à la famille ainsi qu’aux taches ménagères. Se résigner, c’est éviter de souffrir en mettant de côté sa propre personne, c’est respecter et mener à bien les volontés de la famille, de la société. Le simple concept du mariage est donc une image projetée depuis le plus jeune âge qui affecte la liberté individuelle de n’importe quelle indienne. Le cercle vicieux de ce système repose sur une acceptation malheureuse des femmes de leur condition (entre autres par cette image omniprésente d’une union imposée et frustrante), et du comportement des hommes qui s’arrangent de la situation et la perpétuent sans remise en question.

### Droits civils et accès à la propriété foncière
Dans la plupart des familles indiennes, les femmes ne possèdent pas de terre en leur nom propre, et n'ont aucune part aux héritages fonciers. L'application chancelante des lois protégeant la propriété des femmes contribue à prolonger cette situation et même certaines lois discriminatoires persistent.
Le droit hindou des personnes de la mi-1956 (applicable aux Hindous, Bouddhistes, Sikhs et Jaïnas) a reconnu pour la première fois aux femmes le droit d'hériter de biens fonciers, mais en réservant aux fils une part inaliénable de la propriété de leurs deux parents, les filles n'ayant droit qu’à une part léguée par leur propre père. De cette façon, un père pouvait parfaitement déshériter sa fille en renonçant à un héritage de ses parents : son fils récupérerait alors d'autant pour lui-même. À cela s'ajoutait que les femmes mariées, même battues par leur conjoint, n'avaient aucun droit de trouver refuge dans la maison de leurs parents. Mais depuis l'amendement du code civil Hindou en 2005, les femmes jouissent des mêmes droits que les hommes.
En 1986, la Cour suprême de l’Inde a reconnu le droit de Shah Bano, une musulmane divorcée, à percevoir la pension alimentaire prévue par l'article 125 du code de procédure pénale de 1973. Cela dit, ce jugement a déchaîné la colère des chefs religieux intégristes, qui estimaient que la haute cour empiétait par là sur leurs prérogatives, d'autant que la Cour prévoyait l'instauration d'un code civil uniforme pour toutes les religions. Depuis, le Gouvernement de l’Union Indienne a fait voter une loi sur la protection des musulmanes divorcées, le Muslim Women's Act.
Les Chrétiennes ont dû aussi lutter pendant des années pour faire reconnaître leurs droits au divorce et à l'héritage. En 1994, toutes les églises, de conserve avec les associations de femmes, ont déposé un projet de loi, le Christian Marriage and Matrimonial Causes Bill ; toutefois, le gouvernement n'a toujours pas voté les amendements des lois concernées.

## Crimes contre les femmes

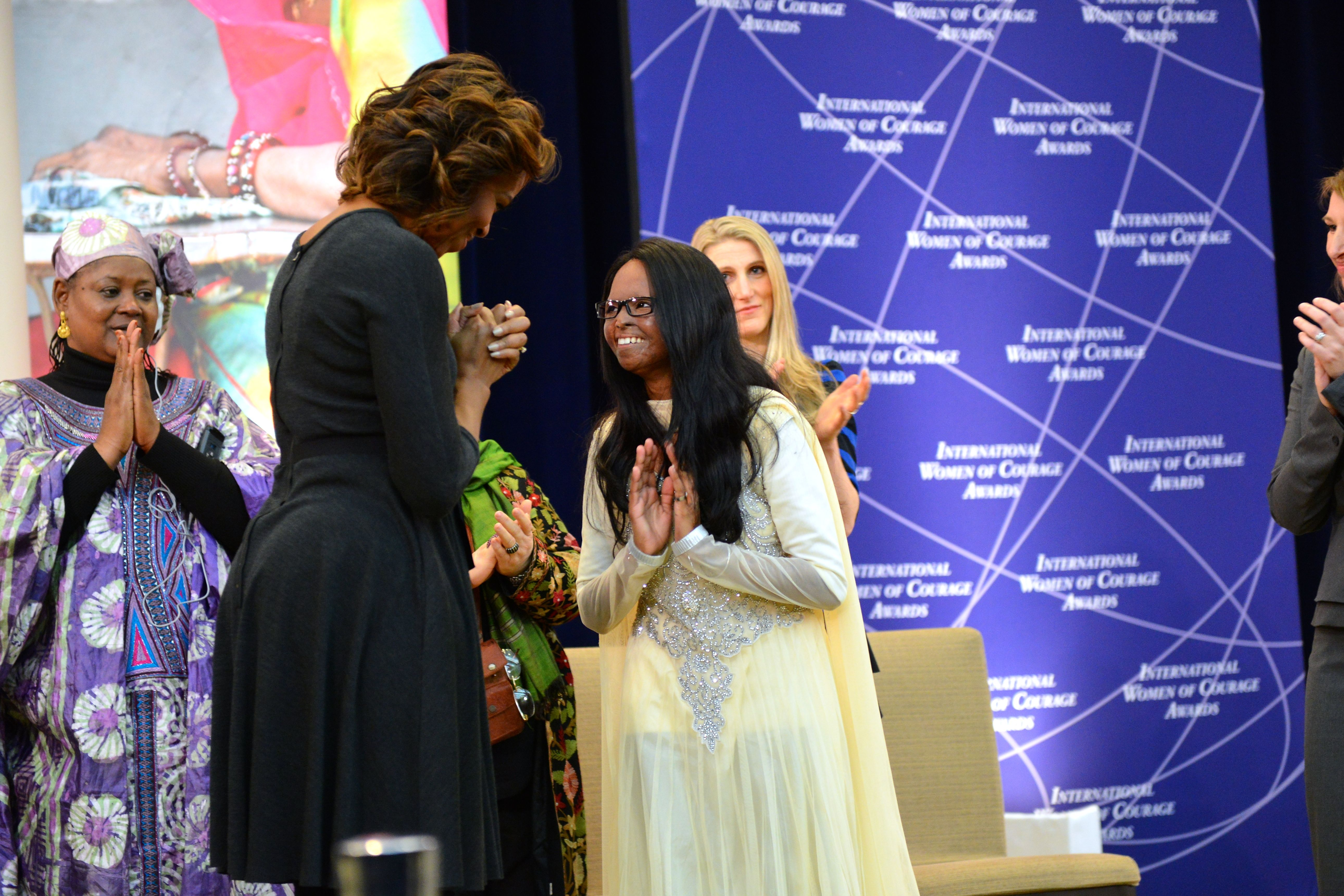
En 2014, lors de la cérémonie officielle à Washington de remise du Prix international Femme de courage, rencontre entre Michelle Obama et une lauréate : la militante indienne Laxmi Agarwal, qui porte les séquelles visibles d'un vitriolage sur son visage.

Une enquête de la Fondation Reuters de 2018 établit que l'Inde est l’endroit le plus dangereux au monde pour les femmes. Les femmes appartenant à toute classe, caste ou croyance et religion peuvent être victimes de vitriolage, une forme de violence ayant pour but de tuer ou de mutiler la personne de façon permanente et d'en faire une leçon pour la remettre à sa place.
La violence domestique contre les femmes en Inde est un problème considérable. Une loi sur le sujet a certes été promulguée en 2005. mais un article publié dans l'International Journal of Criminology and Sociological Theory montre que, en 2007, il y avait 20 737 cas signalés de viol, 8 093 cas de décès dus à la dot, et 10 950 cas de harcèlement sexuel avec un total de crimes de 185 312 cas. Un rapport des Nations unies pour la Population (U.N. Population Fund) a affirmé que jusqu'à 70 pour cent des femmes mariées âgées de 15-49 ans en Inde sont battues ou victimes de sévices sexuels ou sous la contrainte. En 1961, la pratique de la dot avait été interdite, mais elle connaît malgré tout une recrudescence depuis la fin des années 1980, dans toutes les classes sociales.

### Harcèlement sexuel et viol

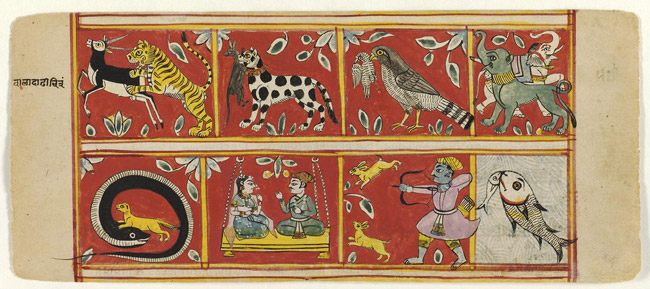
Image extraite du Sangrahanisutra au Rajasthan et représentant différentes formes de violences. La seconde vignette à gauche, de la rangée du bas, est censée représenter la violence sexuelle.

Le harcèlement sexuel (appelé Eve teasing, en Inde) est un phénomène notoire et jugé inquiétant dans le pays et défini comme allant de remarques suggestives à l'attouchement par des inconnus,,. Il serait subi autant par les femmes indiennes que par des étrangères en tourisme. Le problème a attiré l'attention des médias à partir des années 1960, quand les femmes ont commencé à ne plus sortir accompagnées par des hommes, se déplaçant plus librement comme d'autres femmes dans le monde. Des efforts ont été faits par le gouvernement pour sensibiliser la population au problème et en particulier la police. Des agents féminins ont été intégrés à la population pour surveiller le phénomène et des lignes téléphoniques dédiées ont été créées. Mais le problème n'a pas diminué et la mort d'une étudiante, Sarika Shah, à Chennai en 1998 a conduit à la création de lois plus restrictives. Cependant de nombreux cas de harcèlements, voire de viols, semblent ne pas être rapportés à la police par honte ou par peur de représailles. New Delhi est considérée comme la ville du pays la plus dangereuse pour les femmes. Dans les trains de banlieue de Bombay et dans le métro de Delhi, des compartiments ont été créés spécialement pour les femmes afin de les protéger. Dans la capitale de l'Uttar Pradesh, Lucknow, dont les autorités sanctionnent rarement les agressions sexuelles, la Red Brigade, organisation fondée pour contrer les comportements dangereux pour les femmes, apprend dans les universités ou les ateliers des méthodes de défense personnelle et de renforcement de confiance en soi.
Un autre type de viol s'est produit en Inde. Le 20 janvier 2014 une femme du village de Subalpur, État du Bengale-Occidental, âgée de 20 ans, a subi une peine de viol pour avoir fréquenté un homme d'un autre village. Les dirigeants politiques indiens protestent contre cette nouvelle affaire de viol qui relance la controverse sur les violences faites aux femmes en Inde. Le drame de Subalpur présente cette fois un caractère exceptionnel car la femme, du groupe des Santhal, l'une des principales communautés aborigènes (6 millions de personnes), avait une idylle avec un musulman habitant un autre village. En apprenant les faits, le chef du village a convoqué le conseil coutumier villageois alors que les deux accusés étaient ligotés à un arbre. Ils furent condamnés à payer une amende de 27000 roupies (317 euros). Le jeune homme a été relâché car il pouvait payer l'amende. La famille de la jeune femme ne pouvant pas payer, le chef du village aurait autorisé les hommes présents à violer la jeune femme.
La justice étudie en 2022 la possibilité de criminaliser le viol conjugal. Jusqu'alors, une épouse était présumée donner son consentement tacite et perpétuel à son mari. Des groupes de défense des droits des hommes se sont constitués pour s'opposer à tout changement, faisant savoir qu'une telle loi conduirait à l’effondrement de l’institution de la famille. Le gouvernement s'y est également opposé.

#### L'affaire du viol de New-Delhi en décembre 2012
Le 16 décembre 2012 le viol commis par six hommes dans un autobus de New Delhi d'une étudiante en kinésithérapie de 23 ans qui en est morte le 29 décembre 2012 a entraîné en Inde des réactions populaires sans précédent.

### La tradition de la dot et ses dérives
En 1961, le gouvernement indien faisait voter une loi interdisant la dot (en) pour conclure un mariage : le Dowry Prohibition Act. Malgré cela, de multiples cas de femmes battues, de suicides ou de meurtres de dot continuent d'être rapportés, avec un paroxysme dans les années 1980.
En 1985, des règlements ont commencé à interdire les listes de mariage multiples : seuls les cadeaux remis ou promis aux époux au jour du mariage étaient exigibles ; il faut en dresser la liste, avec une description sommaire de chaque cadeau, sa valeur approximative, le nom du donateur et son lien avec les époux ; ces règlements ne sont, cela dit, presque jamais appliqués.
Un rapport de 1997 a publié que quelque 5 000 femmes mouraient chaque année victimes de promesses de dot insuffisantes, et qu'une douzaine d'entre elles mouraient quotidiennement « brûlées dans leur cuisine » : ces cas de bride burning sont dénoncés en Inde même. Parmi les classes urbaines favorisées, cependant, les violences liées aux dots, dont les meurtres pour cause de dot, ont beaucoup régressé.

### Le mariage des fillettes
Le mariage des mineures représente traditionnellement la majorité des mariages en Inde et reste prévalent encore aujourd'hui. Il est de règle en Inde que les jeunes femmes vivent sous le toit de leurs parents jusqu'à l'âge de la puberté. Autrefois, les mineures veuves étaient même des parias de la société, condamnées à se raser la tête et à vivre en recluses. Malgré l'interdiction du mariage des mineures depuis 1860 (de moins de 15 ans à l'époque), il reste une pratique vivace en 2001.
Selon le rapport de l'UNICEF sur « La condition de l'enfance dans le monde en 2009 », 47 % des jeunes indiennes âgées entre 20 et 24 ans étaient déjà mariées à 18 ans (majorité légale), et ce taux se montait même à 56 % dans les zones rurales. Ce rapport montrait également que 40 % des mariages de mineures dans le monde ont lieu en Inde.

### Infanticide des filles et avortement sélectif
|  |  |
|  |  |

L’Inde connaît un sex ratio très déséquilibré qui s’explique essentiellement par la mort prématurée de la plupart des fillettes. Les sociétés tribales indiennes sont d’ailleurs moins touchées que les groupes réglés par le système des castes, pourtant plus favorisés par le salaire, l’alphabétisation et l’accès aux soins. Cela conduit certains experts à attribuer cette dissymétrie des naissances en Inde à l’infanticide et à l’avortement sélectif aux dépens des filles.
Du reste, l’existence de cas d'infanticides consécutifs à un diagnostic prénatal ont conduit les autorités indiennes à interdire les tests médicaux permettant de déterminer le sexe des fœtus. Le « gynécide » (entendu ici comme le meurtre des filles) reste courant en milieu rural. Les dérives de la coutume de la dot seraient l’une des principales causes de l'avortement sélectif et des infanticides en Inde.

### Traite des femmes
Bien que la « Loi sur la prévention du trafic des êtres humains » (Immoral Traffic Prevention Act) remonte en Inde à 1956, quelques cas de traite des mineures et des femmes ont été enregistrés depuis. Les femmes, lorsqu'elles ne sont pas poussées à la prostitution, deviennent des esclaves domestiques. Les fillettes sont vouées au travail clandestin.

## Les conditions du changement

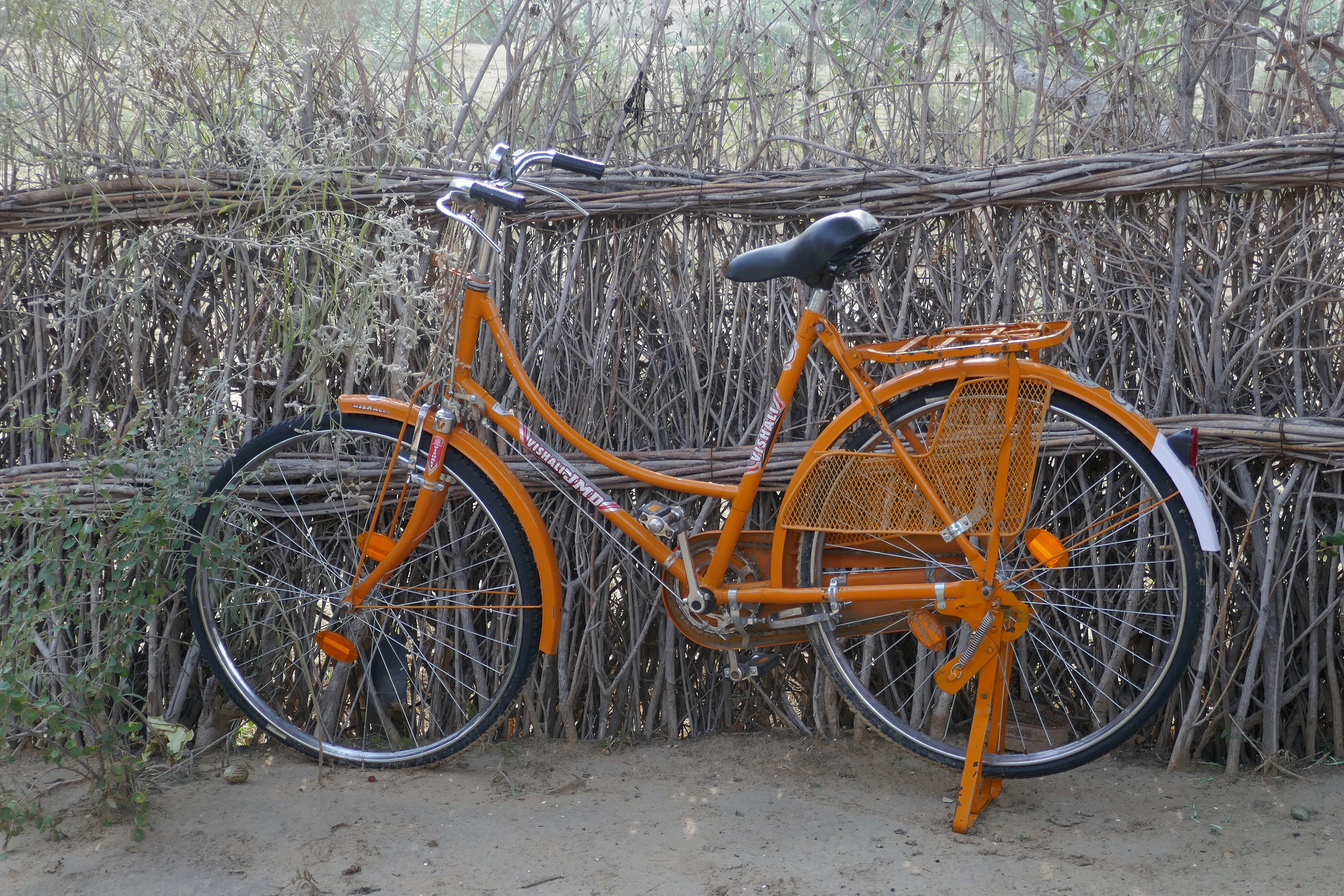
Type de bicyclette (ici dans le désert du Thar), attribuée aux jeunes filles dans le cadre d'un programme gouvernemental visant à améliorer le taux de scolarisation des filles dans le secondaire.

Malgré une augmentation des cas, au XXIe siècle les violences faites aux femmes en Inde ne sont pas toujours rapportées aux autorités, à cause d'une habitude ancrée dans les traditions de considérer les femmes comme inférieures. La population masculine en Inde est supérieure à la population de sexe féminin, la cause principale étant l'élimination des filles avant la naissance : les couples indiens ont recours à l'échographie et à l'avortement pour sélectionner les naissances au profit des garçons, afin d'éviter de payer la dot des filles, très coûteuse, et de perpétuer le nom de la famille grâce à une descendance masculine (voir à ce sujet une enquête de référence : "Quand les femmes auront disparu. L'élimination des filles en Inde et en Asie, Bénédicte Manier, La Découverte, 2006). La forte mortalité des femmes avant l'âge adulte, pour des raisons rarement élucidées et la mortalité maternelle à l'accouchement en Inde (la seconde en importance dans le monde) expliquent également en partie cet important déficit de femmes en Inde (plus de 35 millions d'hommes que de femmes au recensement de 2001).
Des personnalités importantes se manifestent de plus en plus ouvertement pour dénoncer « un problème dans les habitudes sociales et les perceptions en Inde ». Malgré les progrès de ces dernières décennies, et comparé aux avancées dans les autres pays, l'Inde reste un des pays où la volonté d'un changement de la condition féminine n'est pas assez répandue dans les populations pour qu'il se produise de manière radicale.
Plusieurs ONG telles que TARA Homes for Children luttent aujourd'hui pour l'éducation et l'émancipation des femmes en Inde.

### Loi sur les violences domestiques
Renuka Chowdhury, ministre de la Femme et du Développement de l'enfant, fait voter en 2005 la loi Domestic Violence Bill  (loi sur la violence domestique), qui réprime les violences faites aux femmes. Cette loi leur donne une protection juridique, réprime les différentes formes de violence et de harcèlement, leur donne le droit à un logement sûr, leur permet de quitter le foyer en cas de maltraitance et interdit à leur ancien agresseur de les approcher.

### Les commissariats pour femmes
État patriarcal et conservateur, l'Haryana connaît un taux important d'avortements sélectifs pour éviter la naissance de filles ; entre 2015 et 2018, les plaintes pour viol y ont augmenté de 50 %, tandis que les cas rapportés de violences visant les femmes s'élèvent à 9000.
Depuis 2015, l'Haryana a ouvert des commissariats réservés aux femmes dans chacun de ses 21 districts. Il s'agit d'une réponse aux scandales de viols collectifs, afin que les plaignantes puissent être entendues par des femmes policières dans les affaires de viol, violences et harcèlement et qu'une solution soit trouvée (médiation et, dans certains cas, suites judiciaires). En effet, il est courant que les hommes policiers refusent d'enregistrer les plaintes, voire menacent ou remettent en doute la moralité des victimes. Chaque commissariat dispose aussi d'une force de patrouille ayant suivi une formation commando. 
Le premier commissariat féminin avait ouvert en 1973 à Kerala, inauguré par la Première ministre Indira Gandhi. En 2020, 500 des 15 000 commissariats indiens sont dédiés aux femmes. Une étude a montré qu'ils permettent une hausse de 22 % de déclaration des crimes tout comme une meilleure élucidation des affaires. À l'échelle nationale, l'Inde ne compte que 7 % de femmes policières en 2020 même si, depuis 2018, des efforts sont mis en place en Haryana pour recruter davantage de candidates.